# Silbanski kanal
Silbanski kanal je morski kanal u Jadranskom moru između otoka Silbe (s sjeveroistočne strane), i otoka Premude (s jugozapadne strane). 
Kanal se pruža u smjeru sjeverozapad - jugoistok.
Prema sjeverozapadu se uplovljava u Kvarnerićka vrata.
Završava se čim se prođu školji Zapadni greben, Srednji greben i Južni greben.